# Aidia chantonea
Aidia chantonea är en måreväxtart som beskrevs av Deva D. Tirvengadum. Aidia chantonea ingår i släktet Aidia och familjen måreväxter. Inga underarter finns listade i Catalogue of Life.